# James Tait Black Memorial Prize
James Tait Black Memorial Prize – najstarsza brytyjska nagroda literacka. Przyznawana od 1919 roku. Ufundowała ją Janet Coats Black w celu uczczenia pamięci męża. Od 2013 roku przyznaje się ją również w kategorii dramat.

## Laureaci w kategorii Literatura piękna
- 2022: Barbara Kingsolver – Demon Copperhead
- 2021: Keith Ridgway – A Shock
- 2020: Shola von Reinhold – Lote
- 2019: Lucy Ellmann – Ducks, Newburyport
- 2018: Olivia Laing(inne języki) – Crudo (Picador)
- 2017: Eley Williams – Attrib. and Other Stories (Influx Press)
- 2016: Eimear McBride – Pomniejsi wędrowcy (The Lesser Bohemians, Faber and Faber)
- 2015: Benjamin Markovits – You Don’t Have to Live Like This (Faber and Faber)
- 2014: Zia Haider Rahman – In the Light of What We Know (Picador)
- 2013: Jim Crace – Harvest (Picador)
- 2012: Alan Warner – The Deadman’s Pedal (Jonathan Cape)
- 2011: Padgett Powell – You and I (Serpent’s Tail)
- 2010: Tatjani Soli – The Lotus Eaters (St Martin’s Press)
- 2009: A.S. Byatt – The Children’s Book (Chatto & Windus)
- 2008: Sebastian Barry – The Secret Scripture (Faber and Faber)
- 2007: Rosalind Belben – Our Horses in Egypt (Chatto & Windus)
- 2006: Cormac McCarthy – Droga (The Road, Picador)
- 2005: Ian McEwan – Sobota (Saturday, Jonathan Cape)
- 2004: David Peace – GB84 (Faber)
- 2003: Andrew O’Hagan – Personality (Faber)
- 2002: Jonathan Franzen – Korekty  (The Corrections, Fourth Estate)
- 2001: Sid Smith – Something Like a House (Picador)
- 2000: Zadie Smith – Białe zęby (White Teeth, Penguin UK)
- 1999: Timothy Mo – Renegade or Halo2 (Paddleless Press)
- 1998: Beryl Bainbridge – Master Georgie (Duckworth)
- 1997: Andrew Miller – Przemyślny ból (Ingenious Pain, Sceptre)
- 1996: wspólnie: Graham Swift – Ostatnia kolejka (Last Orders, Picador Macmillan); Alice Thompson – Justine (Canongate)
- 1995: Christopher Priest – Prestiż (The Prestige, Touchstone)
- 1994: Alan Hollinghurst – Spadająca gwiazda (The Folding Star, Chatto & Windus)
- 1993: Caryl Phillips – Crossing The River (Bloomsbury)
- 1992: Rose Tremain – Sacred Country (Sinclair Stevenson)
- 1991: Iain Sinclair – Downriver (Michael Joseph)
- 1990: William Boyd – Brazzaville Beach (Sinclair Stevenson)
- 1989: James Kelman – A Disaffection (Secker & Warburg)
- 1988: Piers Paul Read – A Season In The West (Secker & Warburg)
- 1987: George Mackay Brown – The Golden Bird: Two Orkney Stories (John Murray)
- 1986: Jenny Joseph – Persephone (Bloodaxe Books)
- 1985: Robert Edric – Winter Garden (André Deutsch)
- 1984: wspólnie: J.G. Ballard – Imperium słońca (Empire Of The Sun, Gollancz) i Angela Carter – Wieczory cyrkowe (Nights At The Circus, Chatto & Windus)
- 1983: Jonathan Keates – Allegro Postillions (Salamander Press)
- 1982: Bruce Chatwin – Na Czarnym Wzgórzu (On The Black Hill, Cape)
- 1981: wspólnie: Salman Rushdie – Dzieci północy (Midnight’s Children, Cape) i Paul Theroux – Wybrzeże moskitów (The Mosquito Coast, Hamish Hamilton)
- 1980: J. M. Coetzee – Czekając na barbarzyńców (Waiting For The Barbarians, Secker & Warburg)
- 1979: William Golding – Widzialna ciemność (Darkness Visible, Faber)
- 1978: Maurice Gee – Plumb (Faber)
- 1977: John le Carré – Jego uczniowska mość (The Honourable Schoolboy, Hodder & Stoughton)
- 1976: John Banville – Doctor Copernicus (Secker & Warburg)
- 1975: Brian Moore – The Great Victorian Collection (Cape)
- 1974: Lawrence Durrell – Monsieur, albo Książę Ciemności (Monsieur, Or The Prince Of Darkness)
- 1973: Iris Murdoch – Czarny Książę (The Black Prince)
- 1972: John Berger – G
- 1971: Nadine Gordimer – Gość honorowy (A Guest Of Honour)
- 1970: Lily Powell – The Bird Of Paradise
- 1969: Elizabeth Bowen – Eva Trout
- 1968: Maggie Ross – The Gasteropod
- 1967: Margaret Drabble – Jerusalem The Golden
- 1966: wspólnie: Christine Brooke-Rose – Such, Aidan Higgins – Langrishe, Go Down
- 1965: Muriel Spark – Brama Mandelbauma (The Mandelbaum Gate)
- 1964: Frank Tuohy – The Ice Saints
- 1963: Gerda Charles – A Slanting Light
- 1962: Ronald Hardy – Act Of Destruction
- 1961: Jennifer Dawson – The Ha–Ha
- 1960: Rex Warner – Imperial Caesar
- 1959: Morris West – Adwokat diabła (The Devil’s Advocate)
- 1958: Angus Wilson – The Middle Age Of Mrs Eliot
- 1957: Anthony Powell – At Lady Molly's
- 1956: Rose Macaulay – The Towers Of Trebizond
- 1955: Ivy Compton-Burnett – Mother And Son
- 1954: C.P. Snow – The New Men and The Masters in sequence
- 1953: Margaret Kennedy – Troy Chimneys
- 1952: Evelyn Waugh – Men At Arms
- 1951: W.C. Chapman-Mortimer – Father Goose
- 1950: Robert Henriquez – Along The Valley
- 1949: Emma Smith – The Far Cry
- 1948: Graham Greene – Sedno sprawy (The Heart Of The Matter)
- 1947: L.P. Hartley(inne języki) – Eustace And Hilda
- 1946: G. Oliver Onions – Poor Man’s Tapestry
- 1945: L.A.G. Strong – Travellers
- 1944: Forrest Reid – Young Tom
- 1943: Mary Lavin – Tales From Bective Bridge
- 1942: Arthur Whaley – Monkey By Wu Ch'eng–en
- 1941: Joyce Cary – A House Of Children
- 1940: Charles Morgan – The Voyage
- 1939: Aldous Huxley – Po wielu latach (After Many A Summer Dies The Swan)
- 1938: C.S. Forester – Okręt liniowy i Z podniesioną banderą (A Ship Of The Line , Flying Colours)
- 1937: Neil M. Gunn – Highland River
- 1936: Winifred Holtby – South Riding
- 1935: L.H. Myers – The Root And The Flower
- 1934: Robert Graves – Ja, Klaudiusz i Klaudiusz i Messalina (I, Claudius, Claudius The God)
- 1933: A.G. Macdonell – England, Their England
- 1932: Helen Simpson – Boomerang
- 1931: Kate O’Brien – Without My Cloak
- 1930: E.H. Young – Miss Mole
- 1929: J.B. Priestley – The Good Companions
- 1928: Siegfried Sassoon – Memoirs Of A Fox–Hunting Man
- 1927: Francis Brett Young – Portrait Of Clare
- 1926: Radclyffe Hall – Adam’s Breed
- 1925: Liam O’Flaherty – The Informer
- 1924: E.M. Forster – Droga do Indii(A Passage to India)
- 1923: Arnold Bennett – Riceyman Steps
- 1922: David Garnett – Lady Into Fox
- 1921: Walter de la Mare – Memoirs Of A Midget
- 1920: D.H. Lawrence – The Lost Girl
- 1919: Hugh Walpole – The Secret City

Źródło.